# Iwan Iwanowitsch Sidorin
Iwan Iwanowitsch Sidorin (russisch Иван Иванович Сидорин; * 13. Februarjul. / 25. Februar 1888greg. in Moskau; † 11. März 1982 ebenda) war ein russisch-sowjetischer Metallurg, Metallkundler und Hochschullehrer.

## Leben
Sidorin stammte aus einer Kaufmannsfamilie bäuerlicher Herkunft. Er absolvierte die Moskauer Alexander-Handelsschule mit Abschluss 1907 als Kandidat der Handelswissenschaften mit einer Silbermedaille. Anschließend begann er das Studium an der Kaiserlichen Moskauer Technischen Hochschule (IMTU). 1911–1912 diente er als Einjährig-Freiwilliger im 4. Neswischski-Grenadierregiment in Moskau. Nachdem er 1912 mit diesem Regiment an der Parade auf dem Chodynkafeld zur Hundertjahrfeier der Schlacht bei Borodino teilgenommen hatte, erhielt er aufgrund seiner Größe und Haltung das Angebot, in den Hofdienst in den Herrschergemächern einzutreten, das er aber ablehnte. Er schied als Praporschtschik aus dem Militärdienst und studierte weiter an der IMTU in der Chemie-Fakultät bei Anatoli Michailowitsch Botschwar am Lehrstuhl für Metallurgie und Metallografie mit Abschluss 1914. Sein Diplomprojekt eines Hochofenwerks für den Süden Russlands basierte auf seinen Erfahrungen während seiner Praktika in Werken in Alexandrowsk und Jekaterinoslaw. Als einer der besten Absolventen wurde er für die Lehre an der IMTU verpflichtet.
Während des Ersten Weltkriegs diente Sidorin als Vizeregimentskommandeur in der Infanterie. 1917 wurde er von der Artillerie-Hauptverwaltung (GAU) angefordert und zum Assistenten für die Herstellung von Granaten nach französischem Vorbild ernannt. Gleichzeitig führte er für die GAU Stahl-Gusseisen-Untersuchungen für Splittergranaten durch. Ab September 1917 lehrte er an der IMTU, die die Moskauer Technische Hochschule (MWTU) wurde. Er nahm dann an der Oktoberrevolution teil. 1922 organisierte er an der MWTU das Laboratorium für mechanische Prüfungen, dessen Leiter er 1924 wurde. Ab 1924 hielt er die Vorlesung über Metallkunde und Wärmebehandlung.
Als vertrautester Schüler Nikolai Jegorowitsch Schukowskis und Kollege Andrei Nikolajewitsch Tupolews wirkte Sidorin an der Gründung des Zentralen Aerohydrodynamischen Instituts (ZAGI) mit. 1922–1923 leitete Sidorin die Arbeiten zur Einrichtung der Produktion von Duraluminium in Koltschugino. Auf Beschluss des ZAGI-Kollegiums im Mai 1922 wurde die Sektion für Werkstoffprüfung gegründet, die der Beginn der sowjetischen Luftfahrt-Materialwissenschaft und Werkstofftechnik war. Da die experimentellen Einrichtungen noch fehlten, wurde das MWTU-Laboratorium für mechanische Prüfungen genutzt. Im Oktober 1922 wurde Sidorin Mitglied der von Tupolew als Vorsitzenden geleiteten ZAGI-Kommission für Metallflugzeugbau, der Georgi Alexandrowitsch Oserow und Jewgeni Iwanowitsch Pogosski angehörten und deren Hauptaufgabe die Organisation der sowjetischen Produktion von Aluminiumlegierungen für den Flugzeugbau war. Das erste Metallflugzeug Tupolew ANT-1 startete auf dem Kadettenplatz in Lefortowo am 21. Oktober 1923, der seitdem der Tag der Russischen Luftfahrt ist. Am 26. Mai 1924 startete das erste Ganzmetallflugzeug Tupolew ANT-2 auf dem Chodynka-Flugplatz. 1924 wurde Sidorin Mitglied der ersten Kommission für den Bau der ZAGI-Gebäude für die Forschungsabteilungen und den Windkanal. Im Oktober 1925 übernahm Sidorin die Leitung der Abteilung für Prüfung von Luftfahrt-Werkstoffe und -Konstruktionen (OIAMiK).
1925 besuchte Sidorin während einer mehrmonatigen Auslandsreise zusammen mit Tupolew und Boris Sergejewitsch Stetschkin Forschungsinstitute und Flugzeugwerke in Deutschland, Frankreich und England.
1926 organisierte Sidorin im Auftrag des Obersten Rats für Volkswirtschaft das Büro für Luftfahrtholz. Im selben Jahr verteidigte er seine Dissertation für die Promotion zum Doktor der technischen Wissenschaften. 1929 wurde er zum Professor ernannt und gründete an der MWTU den ersten sowjetischen Lehrstuhl für Metallkunde.
Im Juni 1932 wurde auf Initiative Sidorins durch Regierungsbeschluss die Abteilung für Prüfung von Luftfahrt-Werkstoffen (OIAM) des ZAGI in das selbständige Allrussische Institut für Luftfahrtmaterialien (WIAM) umgewandelt, das Sidorin als wissenschaftlich-technischer Direktor leitete und in das das Büro für Luftfahrtholz eingegliedert wurde. (Holz als Flugzeugwerkstoff wurde wieder während des Deutsch-Sowjetischen Kriegs wichtig, als die Hauptwerke der Aluminiumlegierungsproduktion ausfielen. Beispiele für die Gemischtbauweise waren die LaGG-, Jak-, MiG-Jagdflugzeuge und das Schlachtflugzeug Iljuschin Il-2.) Dank der intensiven Aufbauarbeit Sidorins entstand ein einzigartiges materialwissenschaftliches Forschungsinstitut höchsten Ranges, das die Entwicklungen der Flugzeug-Bauteile und -Triebwerke maßgeblich bestimmte. 1936 besuchte Sidorin im Regierungsauftrag die USA.
Im WIAM wurde in dieser Zeit unter der Leitung von Sidorin und Georgi Wladimirowitsch Akimow der hochfeste Stahl Chromansil (30ChGSA, Massenkonzentration in %: 0,28–0,34 C, 1,0 Si, 1,0 Mn, 1,0 Cr, 0,025 P, 0,30 Cu, 0,025 S, 0,30 Ni) entwickelt und in die Produktion eingeführt, der auf das nur aus dem Ausland beziehbare Molybdän verzichtete. Dieser neue Stahl fand sofort Anwendung in den Jagdflugzeugen Mikojan-Gurewitsch MiG-1 und Jakowlew Jak-1.
Während des Großen Terrors wurde Sidorin im Januar 1938 wegen antisowjetischer subversiver Tätigkeit in der Luftfahrtindustrie und wohl wegen der Nähe zu dem am 21. Oktober 1937 verhafteten Volksfeind Tupolew verhaftet und am 28. Mai 1940 vom Militärkollegium des Obersten Gerichts der UdSSR nach Artikel 58 des Strafgesetzbuches der RSFSR zu 10 Jahren Lagerhaft, Verlust der Bürgerrechte für 5 Jahre und Beschlagnahme des Eigentums verurteilt. Mit einer Gruppe von Luftfahrt-Spezialisten wurde Sidorin in das gefängnisartige Sonderkonstruktionsbüro OTB-82 (Tuschinskaja Scharaschka) des NKWD für Flugtriebwerke in Tuschino im Werk Nr. 82 gebracht, in dem er nun mit Alexei Dmitrijewitsch Tscharomski als Chefkonstrukteur, Boris Sergejewitsch Stetschkin, Konstantin Iwanowitsch Strachowitsch und A. M. Dobrotworski arbeitete und mit ihnen Flugzeug-Dieselmotoren entwickelte. Im Hinblick auf die Junkers-Motoren ersetzte Sidorin die deutschen Werkstoffe durch entsprechende sowjetische. Am Anfang des Deutsch-Sowjetischen Kriegs wurde die Tuschinskaja Scharaschka mit dem Werk Nr. 82 nach Kasan evakuiert. Dort löste Sidorin das Problem der zuverlässigen Funktion der Ventile. 1942 erhielt Tscharomskis Dieselmotor M-30 die Zulassung für die Serienproduktion, worauf Tscharomski freigelassen wurde und sein Motor die Bezeichnung ATsch-30B erhielt. Zusammen mit Tscharomski wurden auf Empfehlung Lawrenti Berias vom 16. Juni 1942 und Beschluss Stalins 8 Mitarbeiter Tscharomskis freigelassen, darunter als Nr. 8 Sidorin.
Ende 1942 wurde Sidorin von Stalin nach Moskau zurückgeholt, um mit anderen Entwicklern den Dieselmotor M-40 für Langstreckenbomber zu entwickeln, und wurde zum Chefmetallurgen des Flugmotorenwerks Nr. 45 ernannt. Seine Verurteilung wurde aufgehoben, aber die volle Rehabilitierung erfolgte erst nach 10 Jahren.
1946 kehrte Sidorin zu seiner Lehrtätigkeit an der MWTU zurück. 1952–1972 leitete er den Lehrstuhl für Metallkunde. Seine Lehrtätigkeit verband er mit der Entwicklung neuer Aluminium- und Titanlegierungen, neuer Aluminium-Verbundwerkstoffe und neuer Methoden der Werkstoffprüfung. Unter seiner Leitung wurden die Aluminiumgusslegierungen MWTU-1, MWTU-2 und MWTU-3 entwickelt und in die Produktion eingeführt. Zu seinen Schülern gehörten Sergei Timofejewitsch Kischkin, Iossif Naumowitsch Friedländer und Nikolai Mitrofanowitsch Skljarow.
Sidorin leitete die Russische Gesellschaft für Werkstoffprüfung und die Allrussische Assoziation für Werkstoffprüfung und war Mitglied der ASTM International.
Sidorin war seit 1919 verheiratet mit Walentina Gawrilowna Sipikowa, die 1936 tragisch zu Tode kam. Sein Sohn Kirill (* 1921) war 1970–1988 Rektor des Moskauer Automobil-Maschinenbau-Instituts (MAMI).
Sidorin wurde auf dem Danilow-Friedhof begraben.

## Ehrungen, Preise
- Orden des Roten Sterns (1933) anlässlich des 15-jährigen Bestehens des ZAGI
- Orden des Roten Banners der Arbeit (1945)
- Verdienter Wissenschaftler und Techniker der RSFSR (1962)
- Leninorden (1967)
- Tschernow-Goldmedaille (1977)
- Staatspreis der UdSSR (1986 postum) für das Werkstoffkunde-Lehrbuch